# NK 바라주딘 (2012)
NK 바라주딘(크로아티아어: Nogometni klub Varaždin)은 크로아티아 바라주딘을 연고로 하는 축구 클럽으로 현재 프르바 HNL에 참가하고 있다.

## 역사
NK 바라주딘 (2012)은 2011-12 시즌에 NK 바라주딘 (1931)이 막대한 채무로 인한 재정난으로  출전 정지를 당하면서 리그에서 두 경기를 뛰지 못하자 리그 규정에 따라 참가 자격을 박탈당했고 이에 FC 바라주딘 축구 학교(크로아티아어: NK Varaždin Škola Nogometa, Varaždin ŠN)라는 이름의 대체 클럽으로 창단되었다. 법적으로 두 클럽의 기록과 수상 내역은 크로아티아 축구 연맹에 의해 분리되어 있지만 FC 바라주딘은 2013년에 다시 리그에 복귀한 NK 바라주딘 (1931)의 연장선상에 있었다. 2015년에 NK 바라주딘이 파산으로 해체되면서 NK 바라주딘이라는 이름을 이어 받아 사용하였다.

## 선수 명단

### 현역
참고: FIFA 자격 규정에 따라 소속된 국가대표팀 국기를 표시합니다. 선수는 복수의 FIFA 비회원국 국적을 가지고 있을 수 있습니다.
| 번호 | 포지션 | 국적       | 이름              |
| ---- | ------ | ---------- | ----------------- |
| 1    | GK     | 크로아티아 | 올리베르 젤레니카 |
| 5    | DF     | 모리타니   | 라민 바           |

| 번호 | 포지션 | 국적         | 이름                  |
| ---- | ------ | ------------ | --------------------- |
| 17   | FW     | 북마케도니아 | 디미타르 미트로브스키 |
| 20   | MF     |              | 데이빗 미스트라포비치 |